# Киевский картонно-бумажный комбинат
Киевский картонно-бумажный комбинат (Киевский КБК, ККБК) — промышленное предприятие, расположенное в городе Обухов Обуховского района Киевской области Украины. Является одним из крупнейших предприятий в Европе по выпуску картонно-бумажной продукции. Основным сырьём для производства является макулатура. Ежедневно перерабатывается свыше 850 тонн вторичного сырья.
В общем выпуске целлюлозно-бумажной продукции на Украине доля комбината составляет около 30%.
В 2018 году Европейский банк реконструкции и развития предоставил предприятию кредит на сумму 10 млн евро, что позволило приобрести новое оборудование для расширения производства.
Продукция предприятия экспортируется в 35 стран мира.

## Основная продукция комбината
- Картонное производство: упаковочного картон (мелованный и немелованный). Тарный картон, включая бумагу для гофрирования;
- Бумажное производство: бумага-основа для товаров санитарно-гигиенического назначения[5] массового потребления, а также готовые бумажные изделия (рулоны туалетной бумаги, салфетки, полотенца и так далее)[6].
- Гофротара. Современное производство гофрокартона[7] и упаковки основанное в 2002 году и укомплектованное оборудованием ведущих фирм Европы[8], таких как BHS (Германия) и Bobst[англ.][9] (Швейцария).

### Руководство
Семенець Виктор Михайлович